# Lijst van rijksmonumenten in Gelselaar
De plaats Gelselaar telt 9 inschrijvingen in het rijksmonumentenregister. Hieronder een overzicht.
| Object                                    | Oorspronkelijke functie? | Bouwjaar               | Architect | Locatie           | Coördinaten?                  | Nr.?   | Afbeelding                                |
| ----------------------------------------- | ------------------------ | ---------------------- | --------- | ----------------- | ----------------------------- | ------ | ----------------------------------------- |
| NIJHOF                                    | Boerderij                | derde kwart 19e eeuw   |           | Slaapdijk 2       | 52° 10' 19" NB, 6° 31' 0" OL  | 516423 | Meer afbeeldingen                         |
| Erve Niehof: schuur                       | Boerderij                | vroeg 20e eeuw         |           | Slaapdijk 2       | 52° 10' 19" NB, 6° 31' 0" OL  | 516424 | Meer afbeeldingen                         |
| Erve Niehof: bakhuis                      | Boerderij                | laatste kwart 19e eeuw |           | Slaapdijk 2       | 52° 10' 19" NB, 6° 31' 0" OL  | 516425 | Meer afbeeldingen                         |
| Erve Niehof: waterput                     | Boerderij                | tweede helft 19e eeuw  |           | Slaapdijk 2       | 52° 10' 19" NB, 6° 31' 0" OL  | 516426 | Meer afbeeldingen                         |
| Boerderij met aangebouwde schuren         | Boerderij                | tweede helft 19e eeuw  |           | Dorpsstraat 16    | 52° 10' 5" NB, 6° 31' 33" OL  | 516433 | Boerderij met aangebouwde schuren         |
| T-boerderij thans als woonhuis in gebruik | Boerderij                | 1905                   |           | Driessenweg 12    | 52° 10' 9" NB, 6° 31' 26" OL  | 516434 | T-boerderij thans als woonhuis in gebruik |
| Boerderij met aangrenzende schuren        | Boerderij                | 1875-1940              |           | Dorpsstraat 27    | 52° 10' 5" NB, 6° 31' 31" OL  | 516435 | Boerderij met aangrenzende schuren        |
| Broekhuis                                 | Boerderij                |                        |           | Broekhuisdijk 5   | 52° 10' 30" NB, 6° 30' 56" OL | 9892   | Meer afbeeldingen                         |
| d'Olden Renger                            | Boerderij                | 1841 / 1864 (deels)    |           | Oude Rengersweg 2 | 52° 9' 28" NB, 6° 32' 10" OL  | 9894   | Meer afbeeldingen                         |